# Poa jurassica
Poa jurassica är en gräsart som beskrevs av Jindřich Chrtek och V.Jirasek. Poa jurassica ingår i släktet gröen, och familjen gräs. Inga underarter finns listade i Catalogue of Life.